# Кровь людская — не водица
«Кровь людская — не водица» — советский художественный фильм, снятый в 1960 году режиссёром Николаем Макаренко на киевской киностудии имени А. Довженко. Создан по мотивам одноименного романа-эпопеи писателя Михаила Стельмаха.
Первый фильм кинотрилогии «Кровь людская — не водица», «Дмитро Горицвит», «Люди не всё знают».
Премьера фильма состоялась в сентябре 1960 года.
Продолжительность фильма — 96 мин.

## Сюжет
Действие фильма происходит в годы после окончания Гражданской войны. Отражены болезненные поиски крестьянином своего места в жизни после революции, его боязнь нового и ослеплённость в годы гражданской войны.
Осенью 1920 года Данило Пидопригора, сотник Армии атамана Петлюры, возвращается в родное село с твердым намерением раскаяться во всем. Но как примут его односельчане? Ждет ли молодая жена его возвращение?
В украинском селе в ответ на раздел кулацких и помещичьих земель кулаки и враги советской власти устроили кровавую расправу над крестьянами…

## В ролях
- Евгений Бондаренко — Мирошниченко
- Генрих Осташевский — Нечуйвитер
- Анатолий Соловьёв — Тимофей Горицвит
- Карина Шмаринова — Галина
- Леонид Тарабаринов —  Данило Пидопригора
- Николай Талюра — Мирон Пидопригора
- Фёдор Ищенко — Александр Пидопригора
- Пётр Вескляров —  Фесюк
- А. Король — Палилюлька
- Полина Куманченко —  Маша Бондарь
- А. Серебряный — Поликарп Сергиенко
- Аркадий Гашинский —  Варчук
- Домиан Казачковский — Сичкарь
- Александр Гай — Погиба
- Владимир Дальский —  Бараболя
- С. Брусиловский — Дмитрий Горицвит
- И. Смирение — Степан Кушнир
- М. Хорош — старый Горицвит
- Николай Пишванов — Иванишин
- Дмитрий Гнатюк — слепой Андрюша

## В эпизодах
- Александр Ануров — Симон Петлюра
- Константин Артеменко
- Борис Ивченко — Лифер Сазоненко
- Иван Кононенко-Козельский —  Савченко
- Екатерина Литвиненко
- Юрий Максимов — следователь
- Александр Мовчан — казак
- Григорий Тесля — гармонист
- Лариса Хоролец — Настя

## Съёмочная группа
- Режиссёр-постановщик: Николай Макаренко
- Сценаристы: Михаил Стельмах, Николай Макаренко
- Оператор-постановщик: Вадим Верещак
- Художник-постановщик: Олег Степаненко
- Режиссер: Николай Сергеев
- Композитор — Анатолий Свечников
- Думы композитора Платона Майбороды
- Звукооператор — Нина Авраменко.
- Тексты песен — Александр Николенко
- Редактор фильма: Надежда Орлова
- Костюмы: Ядвига Добровольская
- Грим: Нина Тихонова
- Монтажёр: Ольга Кизимовская
- Комбинированные съемки:
  - оператор: Татьяна Чернышева
  - художник: Владимир Дубровский
- Военный консультант: гвардии генерал-лейтенант Николай Осликовский
- Государственный оркестр УССР, дирижер — Петр Поляков
- Директор картины: Н. Шаров